# Samba Felix N'Diaye
Samba Felix N'Diaye (Dakar, 1945 – Dakar, 6 novembre 2009) è stato un regista senegalese.
Cineasta documentarista, è considerato il padre del documentario africano.

## Biografia
Nato a Dakar nel 1945, frequentò i corsi di cinema all'Università di Parigi VII, conseguendo un master. Proseguì i suoi studi all'istituto Louis Lumière, sempre a Parigi, specializzandosi in fotografia e montaggio. A Dakar, studiò etnopsichiatria, diritto e scienze economiche.
I suoi interessi lo portarono a indirizzarsi verso il documentario. In questo ambito, si dimostrò un cineasta sensibile e attento, impegnato al rispetto delle culture e delle tradizioni. Girò una quindicina di film. Tra questi è sicuramente da segnalare Gety Tey, sulle condizioni di vita in un villaggio di pescatori che subiscono la concorrenza delle barche straniere più modernamente attrezzate.
Morì il 6 novembre 2009 a Dakar a causa di una malaria cerebrale fulminante.

## Filmografia

### Regista
- Pérantal (1975)
- La Confrérie des Mourides (1976)
- Pécheurs de Cayar (1978)
- Gety Tey (1979)
- La Santé, une aventure peu ordinaire (1986)
- Diplomate à la tornate (1990)
- Amadou Diallo, Un peintre sous verre (1991)
- Dakar-Bamako (1992)
- Cinés d'Afrique (1993)
- Ngor, l'esprit des lieux (1995)
- Lettre à Senghor (1998)
- Un fleuve dans la tête (1998)
- Nataal (2001)

### Sceneggiatore
- Gety Tey, regia di Samba Felix N'Diaye (1979)
- Dakar-Bamako, regia di Samba Felix N'Diaye (1992)